# Pauluma
Pauluma is een geslacht van vlinders van de familie tandvlinders (Notodontidae).

## Soorten
- P. corina Schaus, 1911
- P. chloeae Thiaucourt, 1985
- P. minima Thiaucourt, 1985
- P. minna Schaus, 1901
- P. nubila Schaus, 1901
- P. punctata Dognin, 1924